# Metacyrba insularis
Metacyrba insularis is een spinnensoort in de taxonomische indeling van de springspinnen (Salticidae).
Het dier behoort tot het geslacht Metacyrba. De wetenschappelijke naam van de soort werd voor het eerst geldig gepubliceerd in 1902 door Nathan Banks.